# Mike Bloomfield
Michael Bernard Bloomfield, detto Mike (Chicago, 28 luglio 1943 – San Francisco, 15 febbraio 1981), è stato un chitarrista statunitense.
Famoso per il suo stile fluido ed espressivo, è stato uno dei più importanti esponenti e fautori del blues revival a Chicago dalla seconda metà degli anni sessanta.

## Gli inizi
La primissima esperienza di Bloomfield risale ai primi anni sessanta, quando giovanissimo suona la chitarra blues nel Southside con i vecchi musicisti neri (Sleepy John Estes, Roosevelt Sykes, Hammie Nixon, Big Joe Williams, Yank Rachell), imparandone tutti i segreti. Da tale esperienza scrisse anche un libro, Me and Big Joe su Big Joe Williams. Di tale periodo esistono un documentario e le registrazioni fatte a Chicago e alla Radio Svedese. Comincia così a farsi conoscere nel giro del blues e folk revival che porta la musica da pochi appassionati al grosso pubblico bianco. Nel 1965 con il suo amico e collega Al Kooper, fu scritturato come sessionman nel celeberrimo album di Bob Dylan Highway 61 Revisited con il quale ottenne già una certa notorietà.

## The Paul Butterfield Blues Band
Bloomfield, assieme ad un altro astro nascente del cosiddetto Blues Revival della Chicago di metà anni sessanta, Elvin Bishop, al tastierista Mark Naftalin e soprattutto a Paul Butterfield, diede vita alla Paul Butterfield Blues Band, il cui biglietto da visita è rappresentato dalla suite di 12 minuti East-West, con geniale operazione di contaminazione tra blues, rock, jazz, rock psichedelico e ritmi raga di estrazione orientaleggiante. Questa fu anche la band che fece da supporto a Bob Dylan nella famosa svolta elettrica del Festival di Newport. Con questa band partecipa a incisioni importanti come il doppio LP Fathers and Sons del maestro Muddy Waters.

## The Electric Flag
Gli Electric Flag furono costituiti da Mike Bloomfield e Barry Goldberg nella primavera del 1967 con l'intento di creare una "All American Music Band", un gruppo nel cui stile fossero inclusi tutti i generi fondamentali della musica americana.
In estate il gruppo debuttò al Monterey Pop Festival.
In concerto il successo fu immediato: Electric Flag era una macchina poderosa in grado di destreggiarsi in differenti generi musicali mettendo in luce le varie personalità del gruppo.
Fra i primi a notare il gruppo fu Peter Fonda, che li coinvolse nella colonna sonora di The Trip (Il serpente di fuoco), film di Roger Corman di cui fu protagonista.
Con il supporto di ottimi autori e di elevate doti tecniche individuali, gli Electric Flag realizzarono nel 1968 A Long Time Comin', una miscela di R&R, blues elettrico, R&B tipo Stax e pop/rock con divagazioni psichedeliche.
Si segnalano quali brani rilevanti dell'album la cover del grande bluesman Howlin' Wolf Killing Floor, Groovin' Is Easy di Nick Gravenites e You Don't Realize dello stesso Bloomfield.

## Super Session
Pietra miliare nella storia del rock è questa registrazione fatta a New York (maggio 1968) negli studi della Columbia Records.
È una delle prime occasioni di far musica fuori dai vincoli del produttore, del mercato, lasciando piena improvvisazione agli artisti, riproducendo in studio la libertà espressiva delle esibizioni dal vivo, senza limiti di tempo. Al Kooper chiama alcuni suoi vecchi amici a suonare: oltre a Stephen Stills alla chitarra (sono con lui i brani che formeranno il lato B del LP), partecipa anche Mike Bloomfield, e verranno incisi i brani che formano il lato A del LP.
Il disco esce il 22 luglio 1968, prodotto in piena libertà creativa da Al Kooper.
La collaborazione tra Al Kooper e Mike Bloomfield prosegue lo stesso anno in una serie di concerti, immortalati nel doppio LP The Live Adventures of Mike Bloomfield and Al Kooper uscito lo stesso anno e il posteriore Fillmore East: The Lost Concert Tape 12/13/'68.

## Attività solista
Mike Bloomfield ad un certo punto si ritira dalle scene, sia per scelta personale ma anche perché il grosso pubblico voleva da lui solo Super Session. Ciò lo porta anche a delusioni e amarezze. Si dedica a una lunga ricerca sul blues, ritornando alle origini, al blues acustico, interpretato sia alla chitarra che al piano, oltre che al canto. Ne sono testimonianza i parecchi LP incisi in questo periodo e le varie tournée.
Nel settembre 1980, pochi mesi prima della sua morte, fece alcune date anche in Italia (Torino, Milano, Firenze, Mestre-Venezia, Livorno), collaborando con Silvano Borgatta (tastiere), Fabio Treves (armonica a bocca), Claudio Bazzari (slide guitar), Tino Cappelletti (basso), David John Baker (batteria) e registrando anche un disco dal vivo pubblicato dalla Mama Barley Records.

## La morte
Bloomfield è morto a San Francisco il 15 febbraio del 1981. Fu trovato dietro al volante della sua auto con i quattro sportelli chiusi. Secondo la polizia, nell'auto fu trovata un bottiglia vuota di Valium sul sedile posteriore, ma non fu rinvenuto un biglietto per l'eventuale suicidio. Il medico legale che ha eseguito l'autopsia ha stabilito la morte per overdose accidentale dovuta ad avvelenamento da cocaina e metanfetamine. I suoi resti sono interrati in una cripta all'Hillside Memorial Park Cemetery, a Culver City vicino a Los Angeles.

## Discografia
Con The Paul Butterfield Blues Band
- 1965 - The Paul Butterfield Blues Band
- 1966 - East-West

Con The Electic Flag
- 1967 - The Trip
- 1968 - A Long Time Comin'
- 1974 - The Band Kept Playing (Reunion)

Con Al Kooper
- 1968 - Super Session
- 1969 - The Live Adventures of Mike Bloomfield & Al Kooper
- 1969 - Fillmore East: The Lost Concert Tape 12/13/'68

Con Nick Gravenites, Paul Butterfield, Maria Muldaur
- 1972 - Steelyard Blues

Con Mill Valley Bunch
- 1972 - Casting Pearls

Con John Hammond, Dr. John
- 1973 - Triumvirate

Con KGB
- 1976 - KGB

Con Woody Harris
- 1979 - Bloomfield & Harris

Altri
- 1969 - Live at Bill Graham's Fillmore West

Da solista
- 1969 - It's Not Killing Me
- 1976 - If You Love These Blues, Play 'Em as You Please
- 1977 - I'm with You Always
- 1977 - Analine
- 1978 - Count Talent and the Originals
- 1978 - Michael Bloomfield
- 1979 - Between the Hard Place and the Ground
- 1980 - Living in the Fast Lane
- 1981 - Cruisin' for a Bruisin'

Postumi
- 1981 - Live in Italy
- 1981 - Red Hot & Blue
- 1983 - Bloomfield: A Retrospective
- 1984 - Junko Partner (pubblicato in UK come "American Hero")
- 1987 - The Best of Michael Bloomfield
- 1988 - Initial Shock
- 1990 - Try It Before You Buy It (registrato nel 1973)
- 1993 - Blues, Gospel and Ragtime Guitar Instrumental
- 1994 - Don't Say That I Ain't Your Man - Essential Blues 1964-1969
- 1994 - The Roots of Blues
- 1995 - Solid Blues
- 1996 - Gospel Truth
- 1998 - Live at the Old Waldorf
- 1999 - Knockin' Myself Out

Collaborazioni (in ordine temporale)In
- 1963 - The Best of... - Little Brother Montgomery

(M. Bloomfield suona la chitarra in 2 brani, incisi a Chicago (IL) ai primi di Gennaio del '63)
- 1963 - Mandolin Blues - Yank Rachell

(M. Bloomfield suona la chitarra in 6 brani, incisi a Chicago (IL) il 31.03.1963)
- 1963 - ...Live in '63 - Sunnyland Slim / St. Louis Jimmy

(M. Bloomfield suona la chitarra in 4 brani, incisi nel Marzo del 1963 a Chicago (IL))
- 1964 - Broke and Hungry - Sleepy John Estes

(M. Bloomfield suona la chitarra in 4 brani, incisi a Chicago (IL) nel 1963)
- 1964 - Blueskvarter - Vol. 1, 2 & 3 - Various Artists

(Con Eddie Boyd / Sunnyland Slim / St. Louis Jimmy / Little Brother Montgomery e Washboard Sam, incisi a Chicago (IL))
- 1964 - So Many Roads - John P. Hammond

(M. Bloomfield suona il piano, registrato a NYC, circa nel giugno del 1964)
- 1964 - ...and this is Maxwell Street - Various Artists

(M. Bloomfield suona (Settembre 1964) con : Robert Nighthawk (4 brani) e Johnny Young (2 brani))
- 1965 - Highway 61 Revisited - Bob Dylan

(M. Bloomfield suona la chitarra nell'album di Bob Dylan)
- 1967 - Cherry Red - Eddie 'Cleanhead' Vinson

(M. Bloomfield partecipa alla registrazione (Marzo 1967) dell'album come chitarrista)
- 1967 - What Now My Love - Mitch Ryder

(M. Bloomfield partecipa alla registrazione (Marzo 1967) dell'album come chitarrista)
- 1968 - Pure Cotton - James Cotton

(M. Bloomfield suona la chitarra e l'organo in 3 brani incisi a NYC il 20.02.1968)
- 1968 - Two Jews Blues - Barry Goldberg & Friends

(M. Bloomfield suona la chitarra in 5 brani dell'album inciso a L.A. (CA) e Muscle Shoals (AL))
- 1968 - Living with the Animals - Mother Earth

(Michael Bloomfield nelle note del disco viene citato come Makel Blumfeld suona in 1 brano)
- 1968 - Cotton in Your Ears - James Cotton

(M. Bloomfield oltre a suonare in 4 brani la chitarra e l'organo produce anche il disco, NYC 04.10.1968)
- 1969 - My Labors - Nick Gravenites

(Registrato dal vivo (7 brani) il 30 & 31.01.1969 al Fillmore West di San Francisco (CA))
- 1969 - Fathers and Sons - Muddy Waters

(Registrato il 21-23 aprile 1969 a Chicago (Illinois))
- 1969 - Weeds - Brewer and Shipley

(Album registrato a San Francisco (CA) nel 1969)
- 1969 - I Got Dem Ol' Kozmic Blues Again, Mama! - Janis Joplin (Big Brother & H.C.)

(M. Bloomfield suona la chitarra in 4 brani, incisi il 16-26 giugno 1969)
- 1969 - ...and Friends - Barry Goldberg & Friends

(M. Bloomfield suona la chitarra in 5 brani inciso dal vivo al Shrine Auditorium di Los Angeles (CA))
- 1969 - Sam Lay In Bluesland - Sam Lay

(M. Bloomfield suona la chitarra nell'album inciso nel Novembre 1969 a San Francisco (CA))
- 1972 - Feels the Spirit - Millie Foster

(M. Bloomfield suona la chitarra nell'album inciso a San Francisco (CA))
- 1972 - Melton, Levy & the Dey Bros. - Melton, Levy and the Dey Bros.

(M. Bloomfield suona e produce in 5 brani incisi a San Francisco (CA) e Los Angeles (CA))
- 1972 - Take Me As I Am - Tim Davis

(M. Bloomfield suona in 3 brani nell'album inciso a Los Angeles (CA))
- 1972 - The Early Years - King Koop

(album (Stella Records) di King Koop (vero nome Rick Wynkoup) M. Bloomfield suona in 3 brani)
- 1974 - Blues Summit in Chicago - Muddy Waters

(album registrato a Chicago (Ill.) il 18 luglio 1974)
- 1975 - Leave the Blues to Us - Charlie Musselwhite

(album di Charlie Musselwhite (Capitol Records) registrato a Los Angeles (CA) nel 1975)
- 1976 - ...Live - Barry Goldberg & Friends

(album (Buddah Records) della band di Barry Goldberg registrato dal vivo al Shrine Auditorium di Los Angeles (CA))
- 1976 - Book Me in Your Dreams - Jemina James

(M. Bloomfield suona (chitarra, dobro e pianoforte) in 3 brani)
Bootleg
- 1966 - Droppin' in with... - Paul Butterfield Blues Band
- 1967 - In Boston - The Electric Flag
- 1967 - Killing Floor Vol. 1 - The Electric Flag
- 1967 - Killing Floor Vol. 2 - The Electric Flag
- 1967 - Live December 8, 1967 The Winterland, SF - The Electric Flag
- 1968 - Playing the Carousel - The Electric Flag
- 1968 - Live in San José, California - The Electric Flag
- 1968 - Carousel Ballroom San Francisco, May 1968 - The Electric Flag
- 1969 - Michael Bloomfield & Friends Again - Michael Bloomfield & Friends
- 1971 - Live at the Swing Auditorium, San Bernardino, California - Michael Bloomfield & Friends
- 1971 - James Cotton & Chicago Slim with M. Bloomfield & Friends - Michael Bloomfield / Chicago Slim
- 1973 - The Easter Sunday Guitar-Piano Duets - Michael Bloomfield & Mark Naftalin
- 1974 - More Live Adventures - Michael Bloomfield / Al Kooper
- 1974 - Trust Busters - Michael Bloomfield & Friends
- 1974 - The Electric Flag Live - The Electric Flag (reunion)
- 1974 - Live at the Record Plant - Michael Bloomfield & Friends
- 1975 - Mike, Nick & Mark - Michael Bloomfield & Friends
- 1981 - Last Call - Michael Bloomfield
- 1984 - Between the Hard Place and the Ground - Michael Bloomfield
- 1996 - Rx for the Blues - Michael Bloomfield